# تسوشیما، ناگاساکی
تسوشیما در استان ناگازاکی در کشور ژاپن واقع شده‌است که دارای جمعیت ۳۶٬۳۴۷ نفر و مساحت ۷۰۸٫۸۱ کیلومتر مربع با تراکم جمعیت ۵۱٫۳ نفر در کیلومترمربع است و در تاریخ ۱ مارس ۲۰۰۴ به عنوان شهر شناخته شد.